# Carolyn Jessop
Carolyn Jessop (* 1. Januar 1968 in Hildale, Utah) ist ein früheres Mitglied der Fundamentalistischen Kirche Jesu Christi der Heiligen der Letzten Tage (FLDS) und Buchautorin. 
Sie ist bekannt für ihre Autobiografie Gefangene im Namen Gottes (im Original Escape), in der sie zusammen mit Laura Palmer ihr Leben in und ihre Flucht aus der Polygynie betreibenden Sekte beschreibt. Das Buch stand bis zum 15. Juni 2008 für 10 Wochen in der Bestsellerliste der New York Times für Sachbücher. Sie ist die angeheiratete Cousine von Flora Jessop, die ebenfalls ein früheres Mitglied des FDLS war und jetzt als Aktivistin gegen Kindesmissbrauch bekannt ist.